# Temecula Football Club
Temecula Football Club é um clube americano de futebol  baseado em Temecula, Califórnia . Fundada em 2013, a equipe começou a jogar na National Premier Soccer League, o quarto nível da pirâmide de futebol americana, a partir de 2014. As cores da equipe são vermelho e branco. 

## História
O Temecula FC foi fundado por Brandon Jantz e Vince Paccione em 9 de setembro de 2013.  A equipe foi aceita no NPSL em 26 de setembro de 2013. Eles jogam na Southern Conference.  